# August von Seebeck

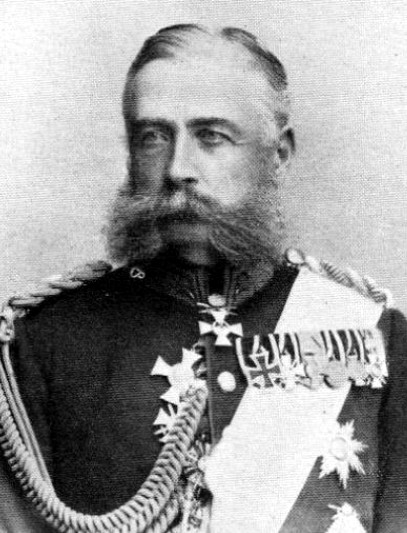
August von Seebeck

August Wilhelm Julius Seebeck, seit 1871 von Seebeck (* 16. April 1834 in Berlin; † 27. November 1914 in Potsdam) war ein preußischer General der Infanterie und Chef des Infanterie-Regiments „Graf Bose“ (1. Thüringisches) Nr. 31.

## Leben

### Herkunft
Er war der Sohn des großherzoglich sächsischen Geheimen Rates und Kurators der Universität Jena Moritz Seebeck (1805–1884) und dessen Ehefrau Ida Albertine, geborene von Krauseneck (1811–1886). Sie war die Tochter des späteren preußischen Generals der Infanterie Wilhelm von Krauseneck.

### Militärkarriere
Nach dem Besuch der Gymnasien in Meiningen und Berlin trat Seebeck am 1. März 1852 als Musketier in die 4. Kompanie des 31. Infanterie-Regiments der Preußischen Armee in Erfurt ein. Am 1. Oktober 1852 zum Unteroffizier befördert, wurde Seebeck zu Beginn des Jahres 1853 zum Portepeefähnrich ernannt und schließlich am 6. Dezember 1853 zu Sekondeleutnant befördert. Ab März 1856 war er für drei Jahre Regimentsadjutant. Ende September 1860 für drei Jahre zur weiteren Ausbildung an die Kriegsakademie abkommandiert, wurde Seebeck zwischenzeitlich Mitte Oktober 1860 zum Premierleutnant befördert. Nach Ausbildungsende folgten verschiedene Kommandierungen. Zunächst ab 1. Oktober 1863 zum Magdeburgischen Feldartillerie-Regiment Nr. 4 sowie vom 1. Juni 1864 bis 4. Mai 1866 zur Topografischen Abteilung des Großen Generalstabes, wobei er im II. Quartal 1865 der Abteilung für Invaliditätswesen zugeordnet war.
Bei der Mobilmachung anlässlich des Krieges gegen Österreich wurde Seebeck zum Adjutanten der 8. Division ernannt und nahm am „Feldzug gegen Böhmen“ teil. Er kam dabei in den Kämpfen bei Königgrätz, Liebenau, Podol, Münchengrätz, Holitz und Preßburg zum Einsatz. Für seine Leistungen wurde er nach dem Friedensschluss mit dem Roten Adlerorden IV. Klasse mit Schwertern ausgezeichnet.
Mit seiner Beförderung zum Hauptmann am 30. Oktober 1866 wurde Seebeck als Chef der 9. Kompanie in das Infanterie-Regiment Nr. 80 nach Weilburg versetzt. Nach einem Jahr kam er als Adjutant zum Generalkommando des X. Armee-Korps nach Hannover und wurde ab 1. Juli 1869 zu einer Erkundungsreise nach Frankreich abkommandiert. Am 10. März 1870 folgte seine Versetzung in den Generalstab des Korps. In dieser Stellung nahm er 1870/71 während des Krieges gegen Frankreich an den Schlachten bei Vionville, Gravelotte, Noisseville, Beaune-la-Rolande, Orléans, Beaugency-Cravant und Le Mans sowie an den Gefechten bei Bellevue, Ladonchamps, Joigny, Ladon, Maizières, Serqueux, Vendôme, Monnaie, Tours, Montoire, Villechauve und Chahaignes teil. Zwischenzeitlich am 22. Dezember 1870 zum Major und für seine Leistungen mit beiden Klassen des Eisernen Kreuzes ausgezeichnet, wurde Seebeck in Anerkennung seiner im Krieg geleisteten Verdienste am 16. Juni 1871 durch Wilhelm I. in den erblichen Adelsstand erhoben.
Bereits einige Tage zuvor hatte man ihn nach Freiburg im Breisgau in den Generalstab der 29. Division versetzt. Von Mitte April bis Ende Oktober 1876 war Seebeck zur Vertretung des beurlaubten Chefs des Generalstabes des XIV. Armee-Korps, Oberst Paul von Leszczynski, nach Karlsruhe kommandiert. Nach seiner Beförderung zum Oberstleutnant wurde Seebeck unter Beibehaltung in seiner Stellung am 5. Oktober 1876 in den Großen Generalstab versetzt. Im folgenden Monat kommandierte man ihn als Militärbevollmächtigten zur Feststellung der Demarkationslinie zwischen dem Osmanischen Reich und Montenegro.
Seit 13. März 1877 Chef des Generalstabes des XI. Armee-Korps in Kassel, wurde Seebeck am 16. September 1881 zum Oberst befördert. Als solcher war er vom 20. Juli 1882 bis 3. Dezember 1886 Kommandeur des 1. Großherzoglich Hessischen Infanterie-(Leibgarde-)Regiments Nr. 115 in Darmstadt. Für seine Leistungen in der Truppenführung ehrte ihn der Großherzog Ludwig IV. mit dem Komturkreuz II. Klasse mit der Krone des Philipps-Ordens. Mit der Beförderung zum Generalmajor wurde Seebeck anschließend zum Kommandeur der 30. Infanterie-Brigade in Koblenz ernannt. Als dieser wurde er am 9. August 1888 mit den Funktionen des Führers eines Angriffsdetachements der bei Koblenz vom 19. bis 27. September 1888 stattfindenden „Großen Festungsmanöver“ beauftragt. Unter der Beförderung zum Generalleutnant wurde Seebeck am 8. April 1889 zum Kommandeur des 4. Division in Bromberg ernannt, bevor er im darauffolgenden Jahr in gleicher Funktion zur 16. Division nach Trier versetzt wurde. Anlässlich des Ordensfestes 1893 erhielt Seebeck an Kronenorden I. Klasse. Kommandierender General des X. Armee-Korps in Hannover wurde er am 27. Januar 1893, seine Beförderung zum General der Infanterie erfolgte ein Jahr später. In dieser Eigenschaft wurde ihm im Juni 1894 das Großkreuz des Ordens Heinrichs des Löwen, im November 1895 das Ehrengroßkreuz mit Schwertern am Ringe des Oldenburgischen Haus- und Verdienstordens des Herzogs Peter Friedrich Ludwig und im Januar 1896 das Großkreuz mit Schwertern des Herzoglich Sachsen-Ernestinischen Hausordens verliehen.
Wilhelm II. ernannte ihn am 10. September 1898 zum Chef des inzwischen im schleswig-holsteinischen Altona stationierten Infanterie-Regiments „Graf Bose“ (1. Thüringisches) Nr. 31. In jenes war Seebeck zu Beginn seiner Militärkarriere 1852 eingetreten. Von dem Regimentskommandeur erhielt er nun monatlich einen Rapport. Unter Verleihung des Großkreuzes mit Brillanten mit Eichenlaub und Schwertern des Roten Adlerordens und unter Belassung in seiner Stellung als Regimentschef wurde Seebeck am 4. April 1899 zur Disposition gestellt.
Fortan war er als „1. Kurator“ der „Kaiserin Augusta Stiftung“ tätig.

### Familie
Seebeck heiratete am 24. September 1863 in Erfurt Marie von Lübtow (1839–1884), die einzige Tochter des Generalmajors Julius von Lübtow. Nach ihrem Tod heiratete er am 24. April 1888 in Koblenz Sophie-Charlotte von Gélieu (1861–1944), Tochter des späteren preußischen Generals der Infanterie Bernhard von Gélieu. Aus den Ehen gingen mehrere Kinder hervor.